# Марининська сільська рада
Мари́нинська сільська́ ра́да — колишній орган місцевого самоврядування в Березнівському районі Рівненської області. Адміністративний центр — село Маринин.

## Загальні відомості
- Марининська сільська рада утворена в 1946 році.
- Територія ради: 92,026 км²
- Населення ради: 1 285 осіб (станом на 2001 рік)

## Населені пункти
Сільській раді підпорядковані населені пункти:
- с. Маринин
- с. Більчаки

## Склад ради
Рада складалася з 16 депутатів та голови.
- Голова ради: Суходольська Надія Петрівна
- Секретар ради: Власюк Катерина Олексіївна

### Керівний склад попередніх скликань
| ПІБ                         | Основні відомості                                                                                 | Дата обрання | Дата звільнення |
| --------------------------- | ------------------------------------------------------------------------------------------------- | ------------ | --------------- |
| Суходольська Надія Петрівна | Сільський голова, 1969 року народження, освіта незакінчена вища, член Української Народної Партії | 26.03.2006   | 31.10.2010      |
| Суходольська Надія Петрівна | Сільський голова, 1969 року народження, освіта незакінчена вища, позапартійна                     | 31.10.2010   |                 |

Примітка: таблиця складена за даними сайту Верховної Ради України